# George Kennedy

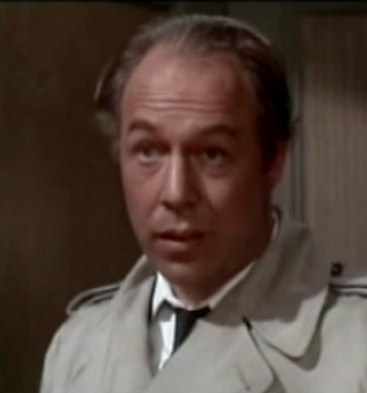
George Kennedy screenshot uit Charade, 1963

George Harris Kennedy Jr. (New York, 18 februari 1925 – Middleton, 28 februari 2016)  was een Amerikaans acteur. Hij diende in de Tweede Wereldoorlog en bleef zestien jaar in het leger. Voor zijn rol in Cool Hand Luke won hij in 1968 de Academy Award (Oscar) voor Beste Mannelijke Bijrol.
Kennedy speelde vanaf het midden van de jaren 50 in bijna 180 producties. Hij was te zien als politiekapitein Ed Hocken in de Naked Gun-films. Gedurende de jaren 60 en 70 speelde hij vaak belangrijke bijrollen in films als The Dirty Dozen, The Boston Strangler, ...tick...tick...tick... en Cool Hand Luke. Hij was als Joe Patroni te zien in de vier Airport-films.
Op televisie verscheen hij onder meer in Perry Mason, Gunsmoke, Dallas en The Young and the Restless.
Vanaf 24 augustus 1978 was Kennedy getrouwd met Joan McCarthy. In 1959 trouwde hij met Norma Wurman, scheidde van haar en hertrouwde weer met haar in 1973. In 1978 gingen de twee voorgoed uit elkaar. Kennedy had vier geadopteerde kinderen. In 1998 adopteerden zij hun eerste kleindochter, nadat bleek dat hun dochter geen kinderen kon krijgen.
In 1991 speelde hij mee in de Nederlandse horrorfilm Intensive Care, waarin hij de verminkte dokter Bruckner speelde. Hij kon echter maar één draaidag betaald worden en werd voor de rest van de film vervangen door een dubbelganger met verminkt masker.

## Filmografie
- The Phil Silvers Show, televisieserie - MP (afl. Bilko the Genius, 1956 (niet op aftiteling)
- Bilko's Vacation, 1958 (niet op aftiteling)
- The Weekend Colonel, 1959 (niet op aftiteling)
- Colt. 45, televisieserie - Hank (Afl., The Rival Gun, 1959)
- Cheyenne, televisieserie - rol onbekend (afl. Prisoner of Moon Mesa, 1959)
- Shotgun Slade, televisieserie - Tex (afl. The Spanish Box, 1960)
- Have Gun - Will Travel, televisieserie - Lt. Bryson (afl. A Head of Hair, 1960)
- Lawman, televisieserie - Burt (afl. To Capture the West, 1960)
- Laramie, televisieserie - rol onbekend (afl. Duel at Alta Mesa, 1960)
- Peter Gunn, televisieserie - Karl (afl. The Crossbow, 1960)
- Maverick, televisieserie - hulpsheriff Jones (afl. Hadley's Hunters, 1960)
- Gunsmoke, televisieserie - Emil Wolheter (afl. The Blacksmith, 1960)
- Route 66, televisieserie - Thad Skinner (afl. Black November, 1960)
- Riverboat, televisieserie - Soldaat Slagle (afl. River Champion, 1960)
- Have Gun - Will Travel, televisieserie - Sam Tarnitzer (afl. The Legacy, 1960)
- Klondike, televisieserie - Ira Shallop (afl. Swing Your Partner, 1961)
- The Case of the Dangerous Robin, televisieserie - rol onbekend (afl. Jungle Quest, 1961)
- The Tall Man, televisieserie - Jake Newton (afl. Trial by Hanging, 1961)
- Surfside 6, televisieserie - Gabe Buchanan (afl. Heels over Head, 1961)
- Have Gun - Will Travel, televisieserie - rol onbekend (afl. The Road, 1961)
- Gunsmoke, televisieserie - Jake Baylor (afl. Kitty Shot, 1961)
- The Asphalt Jungle, televisieserie - rechercheur Kolb (afl. The Burglary Ring, 1961|The Friendly Gesture, 1961|The Gomez Affair, 1961)
- Bat Masterson, televisieserie - sheriff Zeke Armitage (afl. The Fourth Man, 1961)
- The Untouchables, televisieserie - Birdie (afl. The King of Champagne, 1961)
- Bonanza, televisieserie - Peter Long (afl. The Infernal Machine, 1961)
- The Little Shepherd of Kingdom Come (1961) - Nathan Dillon
- Have Gun - Will Travel, televisieserie - Deke (Afl., The Vigil, 1961)
- Gunsmoke Televisieserie - Pat Swarner (Afl., Big Man, 1961)
- Have Gun - Will Travel Televisieserie - Rud Saxon (Afl., A Proof of Love, 1961)
- The Silent Witness (1962) - Gus Jordan
- Rawhide Televisieserie - George Wales (Afl., The Peddler, 1962)
- Death Valley Days Televisieserie - Steamboat Sully (Afl., Miracle at Whiskey Gulch, 1962)
- Tales of Wells Fargo Televisieserie - Hawk (Afl., Assignment in Gloribee, 1962)
- The Tall Man Televisieserie - Hyram (Afl., Three for All, 1962)
- Outlaws Televisieserie - Duke Jones (Afl., Farewell Performance, 1962)
- Thriller Televisieserie -
- Alcoa Premiere Televisieserie - Jake (Afl., Ordeal in Darkness, 1962)
- Lonely Are the Brave (1962) - Hulpsheriff Gutierrez
- Gunsmoke Televisieserie - Hug Eliot (Afl., The Boys, 1962)
- Have Gun - Will Travel Televisieserie - Big Jim (Afl., Don't Shoot the Piano Player, 1962)
- Going My Way Televisieserie - Mike (Afl., A Man for Mary, 1962)
- 77 Sunset Strip Televisieserie - Armstrong (Afl., The Night Was Six Years Long, 1963)
- Dr. Kildare Televisieserie - Joe Cramer (Afl., To Each His Own Prison, 1963)
- Have Gun - Will Travel Televisieserie - Broeder Grace (Afl., The Eve of St. Elmo, 1963)
- Alcoa Premiere Televisieserie - Lincoln (Afl., The Broken Year, 1963)
- The Man from the Diner's Club (1963) - George
- Perry Mason Televisieserie - George Spangler (Afl., The Case of the Greek Goddess, 1963)
- The Andy Griffith Show Televisieserie - Rechercheur van de staatspolitie (Afl., The Big House, 1963)
- Grindl Televisieserie - Lefty (Afl., Grindl and the Counterfeiters, 1963)
- Bob Hope Presents the Chrysler Theatre Televisieserie - Der (Afl., One Day in the Life of Ivan Denisovich, 1963)
- The Travels of Jaimie McPheeters Televisieserie - Angus (Afl., The Day of the Long Night, 1963)
- Charade (1963) - Herman Scobie
- The Farmer's Daughter Televisieserie - Rol onbekend (Afl., The Simple Life, 1963)
- Gunsmoke Televisieserie - Stark (Afl., The Warden, 1964)
- Strait-Jacket (1964) - Leo Krause
- Gunsmoke Televisieserie - Cyrus Degler (Afl., Crooked Mile, 1964)
- The Great Adventure Televisieserie - Sergeant Mulduney (Afl., Rodger Young, 1964)
- McHale's Navy Televisieserie - Big Frenchy (Afl., French Leave for McHale, 1963|The Return of Big Frenchy, 1964)
- McHale's Navy (1964) - Henri Le Clerc
- Island of the Blue Dolphins (1964) - Kapitein van de Aleut
- See How They Run (Televisiefilm, 1964) - Rudy
- Bonanza Televisieserie - Waldo Watson (Afl., The Scapegoat, 1964)
- The Alfred Hitchcock Hour Televisieserie - George (Afl., Misadventure, 1964)
- The Rogues Televisieserie - Majoor Vyx (Afl., The Computer Goes West, 1964)
- The Virginian Televisieserie - Jack Marshman (Afl., A Gallows for Sam Horn, 1964)
- Hush... Hush, Sweet Charlotte (1964) - Foreman
- In Harm's Way (1965) - Kolonel Gregory
- Mirage (1965) - Willard
- Shenandoah (1965) - Kol. Fairchild
- The Sons of Katie Elder (1965) - Curley
- Daniel Boone Televisieserie - Zach Morgan (Afl., A Rope for Mingo, 1965)
- A Man Called Shenandoah Televisieserie - Mitchell Canady (Afl., A Special Talent for Killing, 1965)
- The Virginian Televisieserie - Tom 'Bear' Suchette (Afl., Nobility of Kings, 1965)
- The Flight of the Phoenix (1965) - Mike Bellamy
- Laredo Televisieserie - Jess Moran (Afl., Pride of the Rangers, 1965)
- The Legend of Jesse James Televisieserie - Blodgett (Afl., Return to Lawrence, 1966)
- The Big Valley Televisieserie - Jack Thatcher (Afl., Barbary Red, 1966)
- Gunsmoke Televisieserie - Ben Payson (Afl., Harvest, 1966)
- Dr. Kildare Televisieserie - Sgt. Hensley (Afl., Mercy of Murder, 1966|Strange Sort of Accident, 1966)
- The Virginian Televisieserie - Huck Harkness (Afl., Trail to Ashley Mountain, 1966)
- The Ballad of Josie (1967) - Arch Ogden
- Hurry Sundown (1967) - Sheriff Coombs
- The Dirty Dozen (1967) - Majoor Max Armbruster
- Tarzan Televisieserie - Crandell (Afl., Thief Catcher, 1967)
- Cool Hand Luke (1967) - Dragline
- Bandolero! (1968) - Sheriff July Johnson
- The Legend of Lylah Clare (1968) - Matt Burke (Niet op aftiteling)
- The Pink Jungle (1968) - Sammy Ryderbeit
- The Boston Strangler (1968) - Rechercheur Phil DiNatale
- Gaily, Gaily (1969) - Johanson
- Guns of the Magnificent Seven (1969) - Chris
- The Good Guys and the Bad Guys (1969) - Big John McKay
- ...tick...tick...tick... (1970) - John Little
- Airport (1970) - Joe Patroni
- Zigzag (1970) - Paul R. Cameron
- Dirty Dingus Magee (1970) - Herkimer 'Hoke' Birdsill
- The Bull of the West (Televisiefilm, 1971) - 'Bear' Suchette
- Sarge (Televisiefilm, 1971) - Sarge Swanson
- Fool's Parade (1971) - 'Doc' Council
- The Priest Killer (Televisiefilm, 1971) - Sarge Swanson
- Sarge Televisieserie - Vader Samuel Cavanaugh (14 afl., 1971-1972)
- A Great American Tragedy (Televisiefilm, 1972) - Brad Wilkes
- Lost Horizon (1973) - Sam Cornelius
- Cahill U.S. Marshal (1973) - Abe Fraser
- Deliver Us from Evil (Televisiefilm, 1973) - Walter 'Cowboy' McAdams
- Sonic Boom (1974) - Rol onbekend
- A Cry in the Wilderness (Televisiefilm, 1974) - Sam Hadley
- Thunderbolt and Lightfoot (1974) - Red Leary
- Earthquake (1974) - Sergeant Lew Slade
- Airport 1975 (1975) - Joe Patroni
- The Eiger Sanction (1975) - Ben Bowman
- The 'Human' Factor (1975) - John Kinsdale
- The Blue Knight Televisieserie - Bumper Morgan (11 afl., 1975-1976)
- Airport '77 (1977) - Joe Patroni
- Proof of the Man (1977) - Ken Shuftan
- Mean Dog Blues (1978) - Kapitein Omar Kinsman
- Death on the Nile (1978) - Andrew Pennington
- Brass Target (1978) - Gen. George S. Patton
- Search and Destroy (1979) - Anthony Fusqua
- Backstairs at the White House (Mini-serie, 1979) - President Warren G. Harding
- The Double McGuffin (1979) - Chef Talasek
- Never Say Never (Televisiefilm, 1979) - Harry Walter
- The Concorde ... Airport'79 (1979) - Kapt. Joe Patroni
- Steel (1979) - Big Lew Cassidy
- Death Ship (1980) - Ashland
- Day of Resurrection (1980) - Admiraal Conway
- Hotwire (1980) - Farley & Harley Fontenot
- The Archer: Fugitive from the Empire (Televisiefilm, 1981) - Brakus
- Just Before Dawn (1981) - Roy McLean
- Wacko (1983) - Mr. Dokter Graves
- Fantasy Island Televisieserie - Adam Cobb (Afl., God Child/Curtain Call, 1983)
- Chattanooga Choo Choo (1984) - Bert
- A Rare Breed (1984) - Nathan Hill
- The Jesse Owens Story (Televisiefilm, 1984) - Charles 'Charley' Riley
- Bolero (1984) - Cotton
- The Love Boat Televisieserie - Erik Larsen (Afl., Vicki and the Fugitive/Lady in the Window/Stolen Years/Dutch Treat: Part 1 & 2, 1984)
- Half Nelson (Televisiefilm, 1985) - Rol onbekend
- International Airport (Televisiefilm, 1985) - Rudy Van Leuven
- Radioactive Dreams (1985) - Spade Chandler
- Savage Dawn (1985) - Tick Rand
- The Delta Force (1986) - Vader O'Malley
- Rigged (1986) - Rol onbekend
- Liberty (Televisiefilm, 1986) - Seamus Reilly
- Private Road: No Trespassing (Televisiefilm, 1987) - Sam Milshaw
- Kenny Rogers as The Gambler, Part III: The Legend Continues (Televisiefilm, 1987) - Gen. Nelson Miles
- Creepshow 2 (1987) - Ray Spruce (Segment 'Old Chief Wood'nhead')
- The Gunfighters (Televisiefilm, 1987) - Deke Turner
- Top Line (1988) - Heinrich Holzmann
- What Price Victory (Televisiefilm, 1988) - Big Buck Brayton
- Born to Race (1988) - Vincent Duplain
- Counterforce (1988) - Vince Colby
- Uninvited (1988) - Mike Harvey
- Nightmare at Noon (1988) - Sheriff Hanks
- Demonwarp (1988) - Bill Crafton
- The Naked Gun: From the Files of Police Squad! (1988) - Kapt. Ed Hocken
- Esmeralda Bay (1989) - Wilson
- The Terror Within (1989) - Hal
- Ministry of Vengeance (1989) - Eerwaarde Hughes
- Brain Dead (1990) - Vance
- Mayumi (1991) - Rol onbekend
- Hired to Kill (1990) - Thomas
- Good Cops, Bad Cops (Televisiefilm, 1990) - Kirkland
- Dallas Televisieserie - Carter McKay (51 afl., 1988-1991)
- Driving Me Crazy (1991) - John McCready
- Hangfire (1991) - Warden E. Barles
- The Naked Gun 2½: The Smell of Fear (1991) - Kapt. Ed Hocken
- Intensive Care (1991) - Dr. Bruckner
- Final Shot: The Hank Gathers Story (Televisiefilm, 1992) - Vader Dave
- Distant Justice (1992) - Tom Bradfield
- Lonesome Dove: The Series Televisieserie - Rechter J.T. 'Rope' Calder (Afl., Judgement Day, 1994)
- River of Stone (1994) - Rol onbekend
- Naked Gun 33⅓: The Final Insult (1994) - Kapt. Ed Hocken
- The Commish Televisieserie - Alan Scali (Afl., The Golden Years, 1995)
- Duckman: Private Dick/Family Man Televisieserie - Filmregisseur (Afl., In the Nam of the Father, 1995, stem)
- Dallas: J.R. Returns (Televisiefilm, 1996) - Carter McKay
- The Real Adventures of Jonny Quest Televisieserie - Generaal Axton (Afl., DNA Doomsday, 1996, stem)
- Santo Bugito Televisieserie - Ralph (Afl. onbekend, 1996)
- Bayou Ghost (1997) - Politieagent Lowe
- Cats Don't Dance (1997) - L.B. Mammoth (Stem)
- Aaahh!!! Real Monsters Televisieserie - Bones Duvalier (Afl., Oh, Can I Go Now?, 1997, stem)
- Dallas: War of the Ewings (Televisiefilm, 1998) - Carter McKay
- Small Soldiers (1998) - Brick Bazooka (Stem)
- Dennis the Menace Strikes Again! (Video, 1998) - Opa
- Men in White (Televisiefilm, 1998) - Generaal Vice
- Monster Makers (Televisiefilm, 2003) - Dexter Brisbane
- View from the Top (2003) - Passagier die om wodka vraagt (Niet op aftiteling)
- The Young and the Restless Televisieserie - Albert Miller (Episode 1.7762 t/m 1.7764, 2003)
- The Devil's Due at Midnight (DVD, 2004) - Professor Zebediah Jones
- Three Bad Men (2005) - Ed Fiske
- Truce (2005) - Dr. Peter Gannon
- Don't Come Knocking (2005) - Regisseur
- Sands of Oblivion (Televisiefilm, 2007) - John Trevis
- The Man Who Came Back (2008) - Rechter Duke
- Mad Mad Wagon Party (2008) - JB Scotch
- Six Days in Paradise (2009) - Monty Crenshaw (Post-productie)